# Myrmarachne incerta
Myrmarachne incerta är en spindelart som beskrevs av Narayan 1915. Myrmarachne incerta ingår i släktet Myrmarachne och familjen hoppspindlar. Inga underarter finns listade i Catalogue of Life.